# بخش بنسون، شهرستان سوئیفت، مینه سوتا
بخش بنسون (به انگلیسی: Benson Township) یک منطقهٔ مسکونی در ایالات متحده آمریکا است که در شهرستان سوئیفت، مینه‌سوتا واقع شده‌است.
 بخش بنسون ۹۳٫۲ کیلومتر مربع مساحت و ۳۶۷ نفر جمعیت دارد و ۳۱۹ متر بالاتر از سطح دریا واقع شده‌است.